# Nábor hrdinů
Nábor hrdinů je nezisková dobročinná organizace, jejímiž cíli jsou hledání nových dárců kostní dřeně a krve a vzdělávání veřejnosti v oblasti dárcovství kostní dřeně. Spolupracuje s Českým národním registrem dárců dřeně.
Organizace byla založena Martinou Chmelovou a jejími přáteli na jaře 2019 po onemocnění jejich kamarádky akutní leukémií. 

## Činnost
Organizace pořádá pro veřejnost náborové akce, na kterých je možné vstoupit do registru dárců kostní dřeně. Náborové akce nejčastěji organizují v kavárnách, na náměstích, na vysokých školách, v rámci kulturních akcí typu hudební festivaly nebo na pozvání v soukromých firmách pro zaměstnance. Dále pořádají přednášky pro studenty středních škol. Od roku 2022 organizují také nábory prvodárců krve.